# Skolerne i Oure Sport & Performing Arts
Skolerne i Oure Sport & Performing Arts er en selvejende institution, der består af Oure Efterskole, Oure Kostgymnasium og Oure Højskole, grundlagt 1987. Beliggende på Sydfyn udgør Skolerne i Oure Danmarks største kostskolemiljø[kilde mangler] med mere end 950 elever og 250 ansatte. Skolen fokuserer på sport og kunstneriske fag.

## Aktivitetstilbud
Skolen tilbyder eleverne at vælge speciallinjer inden for sporten og de kunstneriske fag:
- Dans, skuespil og musik.
- Sejlads, adventuresport herunder havkajak, mountainbike, boardsport herunder surf, kite og snowboard, alpinski, håndbold og fodbold.

Siden skolernes start i 1987 er sommerkurserne udviklet til at blive landets mest omfattende[kilde mangler] sommerkursusvirksomhed.
UngdomsCamps er korte kurser i sport og arts, som afvikles i skoleferier.
ClubOure er kurser for tidligere elever og andre interesserede, som primært afvikles på Oures hotel i Alpe d´Huez i de franske alper. 
Inden kurset starter, vælger eleverne en sport- eller performing arts-linje, som de følger hele kursusforløbet. Mulighederne tæller fodbold, håndbold, ski, adventure, boardsport, fitness, sejlads, havkajak, golf, ridning, dans, musik og skuespil. 
Skolerne er aktive i det sydfynske miljø, bl.a. igennem samarbejder med GOG, Broholm slot og Lundeborg havn. Markante profiler er tilknyttet stedet, f.eks. fodboldspilleren Peter Bonde, skuespilleren Thure Lindhardt, danseren Nini Theilade og musikeren Kasper Eistrup.

## Tidligere elever
- 1987/1988 Carsten Hemmingsen – Fodboldspiller
- 1987/1988 Nicolai Howalt – Fotograf / billedkunstner
- 1987/1988 Caspar Reiff – Musiker (Tolkien Ensemble)
- 1998/1999 Mette Sjøberg – Håndboldlandsholdspiller
- 2001/2002 Kasper Schmeichel – Fodboldspiller
- 2004/2005 Niklas Landin – Håndboldmålmand
- 2008/2009 Niki Popovic – Cool Kids i MGP 2004
- 2010/2011 Nanna Koerstz Madsen[1] - Golfspiller
- 2010/2011 Line Werngreen - Ungdoms håndboldlandsholdspiller
- ?/? Michael Damgaard[1] - Håndboldlandsholdspiller
- ?/? Jena Mai Hansen[1] - Sejler/OL bronzemedaljevinder
- ?/? Mikkel Hansen[1] - Håndboldlandsholdspiller
- ?/? Jasmina Jankovic - Hollandsk håndboldlandsholdspiller
- 2005 Annika Langvad[1] - Mountain bike
- ?/? Katja Salskov-Iversen[1] - Sejler/OL bronzemedaljevinder
- ?/? Wafande[2] - Sanger
- 1995/? Nikolaj Jacobsen[3] - Håndboldlandsholdspiller/træner
- ?/? Magnus Landin[3] - Håndboldlandsholdspiller
- ?/? Niclas Kirkeløkke[3] - Håndboldlandsholdspiller
- ?/? Kevin Møller[3] - Håndboldlandsholdspiller
- ?/? Lasse Møller[3][4] - Håndboldlandsholdspiller
- ?/? Bisse[5] - Musiker
- ?/? Emil Manfeldt Jakobsen[4] - Håndboldlandsholdspiller
- ?/? Helena Elver[4] - Håndboldlandsholdspiller
- 2014/2019 Mathias Gidsel[6] - Håndboldlandsholdspiller
- 2011/2012 Søren Oliver Due - Musiker